# Ушаков, Алексей Николаевич
Алексей Николаевич Ушако́в (1864 — не раньше 1918) — землеустроитель, депутат Государственной думы I созыва от Тобольской губернии.

## Биография
Отец священник. Закончил Красноярскую гимназию, затем — физико-математический факультет Петербургского университета, кандидат наук (что в то время соответствовало званию бакалавра).
Надворный советник. Старший чиновник землеустроительного отряда по составлению отводных записей. Сотрудник Восточно-Сибирского отдела Русского географического общества. Статистик. Старший чиновник по составлению сводных записей по Иркутской губернии Переселенческого управления в Иркутске. Председатель комитета Иркутского общества вспомоществования нуждающимся переселенцам. После смерти Н. М. Ядринцева редактор газеты «Восточное обозрение». Инициатор создания Общества народного образования. Товарищ председателя Совета общества для содействия народному образованию и развлечениям в уездах Иркутской губернии, инициатор его создания.
В 1893 году вышел в свет под его редакцией «Сибирский сборник».
В 1900 году участвовал в открытии художественной школы в городе Иркутске. Депутат Тобольской городской думы. Исполнял обязанности заведующего землеустройством Тобольской губернии.
17 февраля 1905 года в Тобольском городском музее выступил с докладом «Историческая оценка закона о поземельном устройстве Сибири».
Весной 1905 года в XIV выпуске «Ежегодника Тобольского губернского музея» был опубликован его доклад «Судьба волостных владений в Тобольской губернии».
В конце октября 1905 г. один из инициаторов создания либерального «Тобольского союза гражданской свободы» (ТСГС), наиболее массовой общественно-политической организации в городе. 2 ноября 1905 г. на первом политическом митинге ТСГС выступил с резолюцией, в которой было сказано: «русский народ не может отнестись с доверием к провозглашённым 17 октября свободам, пока видные административные посты будут занимать люди, запятнанные кровью мирных граждан, пока так называемые „политические преступники“ будут томиться по тюрьмам и в ссылках и пока хотя бы в одном уголке России господствует усиленная охрана и военное положение». 15—17 декабря 1905 г. инициатор (совместно с агрономом Н. Л. Скалозубовым и адвокатом А. С. Вилькошевским) проведения в Тобольске уездного съезда крестьянских уполномоченных, в котором приняло участие 123 делегата. В конце декабря 1905 г. деятельность «Тобольского союза гражданской свободы» была запрещена властями. Во время выборов в Государственную Думу Ушаков находился в ссылке в Сургуте.
20 января 1906 года по указу Тобольского губернатора отстранён от занимаемой должности старшего чиновника по составлению отводных записей, на основании п. 19, ст. 19 Правил о местностях, объявленных на военном положении.
В апреле 1906 года совместно со Н. Л. Скалозубовым был выслан на север Тобольской губернии на срок пребывания 3 года.
16 мая 1906 избран в Государственную Думу I созыва от общего состава выборщиков Тобольского губернского избирательного собрания. А. Н. Ушакову была послана телеграмма до села Самаровского, а оттуда нарочным до города Сургута об извещении о выборе его в члены Государственной думы и о разрешении ему выезда в Санкт-Петербург.

Родом сибиряк, он слушал лекции в Петербургском университете, откуда был выслан на родину за участие в панихиде по Н. А. Добролюбову. Поселившись в Иркутске, А. Н. принял горячее участие в местных общественных делах, главным образом — в Восточно-Сибирском отделе географического общества, во главе которого он стоял несколько лет. Вместе с известным статистиком Астыревым он долгое время разрабатывал переселенческий вопрос. Кроме того, А. Н. принимал участие в местной прессе и после смерти Н. М. Ядринцева несколько времени был редактором «Восточного обозрения». Уже в должности старшего чиновника по землеустройству Иркутской губернии, А. Н. явился одним из инициаторов общества распространения народного образования, горячо отдаваясь его делам в качестве товарища председателя. Это была пора расцвета нового общества. В 1903 году после лекций Н. И. Кулябко-Корецкого, устроенных обществом народного образования и закончившихся первой в Иркутске политической демонстрацией, против А. Н. Ушакова, как председателя общества, начались гонения. Покойный Плеве потребовал его в Петербург и в результате — перевод в Тобольск. Здесь А. Н. сразу завоевал общие симпатии среди интеллигенции, а также и крестьян, которые повели его выборщиком в Государственную думу. Участие А. Н. в известном крестьянском съезде, состоявшемся в январе текущего года в Тобольске и особенно, как говорят, телеграмма, посланная им, в качестве председателя одного из митингов, на имя «покойного» премьера Витте, привела его к тюрьме, а оттуда — в ссылку в Сургут. Теперь ему оттуда открыт доступ в Таврический дворец. Мы уверены, что как стойкий и убеждённый (он принадлежит по своим воззрениям к левой фракции кадетов) прекрасно знающий нужды Сибири, особенно её земельные нужды, А. Н. Ушаков будет одним из лучших представителей нашей окраины.
— Из биографии Ушакова // Сибирская торговая газета. № 70. 31 мая 1906 года. Тюмень
В начале июня 1906 года прибыл в Тобольск. Местными жителями была устроена торжественная встреча. Ушаков пробыл в Тобольске несколько дней для устройства своих дел.
3 июня 1906 года вечером на пароходе «Фортуна» товарищества Западно-Сибирского пароходства и торговли, приехал в Тюмень из Тобольска А. Н. Ушаков, который на другой день утром в 3 часа 33 минуты выехал с поездом Пермской железной дороги в Санкт-Петербург. В Тобольске Ушакову были устроены торжественные проводы — с оркестром, музыкой и т. д..
В Думе вошёл в Трудовую группу. Подписал заявление 10 членов Государственной Думы, сибиряков, об увеличении числа членов Аграрной комиссии за счёт представителей от Сибири. Выступил при обсуждении доклада 4-го отдела по проверке прав членов Государственной Думы от Тамбовской губернии.
10 июля 1906 года в г. Выборге подписал «Выборгское воззвание» и в результате этого попал под следствие.
В октябре 1906 года многие избиратели стремились выбрать прежних выборщиков А. Н. Ушакова и Н. Л. Скалозубова во время предстоящих выборов новых членов Думы. Несколько человек даже ходило справляться к губернатору можно ли выбирать А. Н. Ушакова, но получили ответ, что Ушакова выбрать нельзя.
В феврале 1907 года вместе с С. Л. Вилькошевским был выслан из пределов Тобольской губернии, непосредственная причина высылки обоим объявлена не была.
После высылки из Тобольской губернии избрал местом жительство город Екатеринбург.
13 июля 1907 года судебным следователем по особо важным делам при Санкт-Петербургском окружном суде Белевцовым прислана в Екатеринбургское полицейское управление копия следственного производства по делу о Выборгском воззвании для вручения её бывшему депутату Государственной думы Ушакову, проживавшему в Екатеринбурге, обвиняемому в распространении среди населения России Выборгского воззвания. Дело, имеющее 845 страниц вручено А. Н. Ушакову.
В декабре 1907 года выехал из Екатеринбурга в Санкт-Петербург для присутствия на суде в качестве обвиняемого по делу о Выборгском воззвании, как подписавший это воззвание. На процессе осуждён по ст. 129, ч. 1, п. п. 51 и 3 Уголовного Уложения, приговорён к 3 месяцам тюрьмы и лишён права быть избранным.
По сведениям «Сибирской торговой газеты» в апреле 1908 года вместе с другими осужденными бывшими депутатами начал отбывать трёхмесячное наказание в предоставленных для этой цели помещениях инженера Шалита на острове Голодай, условия там были плохие — в одной камере находилось 2-3 заключённых. Позднее отбывал установленный срок заключения в Екатеринбургской тюрьме, откуда освобождён вечером 20 ноября 1908 года. 20 апреля 1908 года за помещение в газете «Уральская жизнь» адреса Ишимских граждан на имя А. Н. Ушакова был оштрафован на 500 рублей редактор этой газеты П. И. Певин.
В 1912 году состоял корреспондентом тюменской газеты «Вестник Западной Сибири». Жил в Тюмени. Во время выборов в IV Государственную думу не имел права участвовать в выборах.
В 1913 году назначен на должность доверенного Екатеринбургского отделения Сибирского банка.
Дальнейшая судьба и дата смерти неизвестны.

## Семья
Жена Клавдия.

### Рекомендуемые источники
- Алексей Николаевич Ушаков // Биографии граждан членов Государственной думы. Товарищество художественной печати. Санкт-Петербург. 1906. Ст. 102.
- Правительство и свобода (речь А. Н. Ушакова) // Сибирский листок. № 85. 30 октября 1905 год. Тобольск

### Архивы
- Российский государственный исторический архив. Фонд 1278. Опись 1 (1-й созыв). Дело 21. Лист 35, 36; Фонд 1327, Опись 1. 1905 год. Дело 143. Лист 212 оборот
- Государственный архив в г. Тобольске:
  - Дело об избрании Ушакова Алексея Николаевича губернским выборщиком в губернское избирательное собрание (Ф. И150, Оп.1, Д.1)
  - Переписка Алексея Николаевича Ушакова с разными лицами (Ф. И150, Оп.1, Д.2)
  - Поздравительные телеграммы Ушакову Алексею Николаевичу по случаю избрания его в Государственную Думу (Ф. И150, Оп.1, Д.3)
  - Прошения бывшего члена Государственной Думы Ушакова А. Н. в Тобольскую губернскую по делам о выборах в Государственную Думу комиссию, черновые заметки (Ф. И150, Оп.1, Д.4)
  - Переписка по поводу ареста Ушакова А. Н. за крестьянский съезд в 1906 г. (Ф. И150, Оп.1, Д.6)
  - Письма Ушакова А. Н. к его жене Клавдии (Ф. И150, Оп.1, Д.6)
  - Дело о состоящих под надзором полиции Н. и А. Скалозубовых, И. Уфимцеве, С. Вилькошевском, Ф. Рошковском, А. Лещинском, А. Степанове, В. Костюрине, А. и П. Сухановых, А. Ушакове (Ф. И152, Оп.20, Д.273)
  - Дело по обвинению в государственном преступлении Н. Л. Скалозубова, А. Лещинского, А. Ушакова, И. Уфимцева, С. Валькошевского, Ф. Рошковского, А. Суханова, П. Суханова, В. Костюрина, А. Степанова; А. Скалозубовой, М. Костюриной (Ф. И152, Оп.20, Д.576)
  - Дело о состоящих под надзором полиции Н. Скалозубове, И. Уфимцеве, С. Вилькошевском, Ф. Рошковском, А. Лещинском, А. Степанове, В. Костюрине, А. и П. Сухановых, А. Ушакове. Члены Тобольской группы социал-революционеров: Н. Л. Скалозубов — Тобольский губернский агроном, основатель селекционного дела в Сибири, депутат 2 и 3 Государственных Дум; В. Костюрин — редактор газеты «Сибирский листок»; А. Суханов — основатель народной библиотеки в г. Тобольске, депутат Государственной Думы (Ф. И152, Оп.1, Д.136)